# 27. Międzynarodowy Festiwal Filmowy w Berlinie
27. Międzynarodowy Festiwal Filmowy w Berlinie odbył się w dniach 24 czerwca-5 lipca 1977 roku. Imprezę otworzył pokaz amerykańskiego filmu Nickelodeon w reżyserii Petera Bogdanovicha. W konkursie głównym zaprezentowano 22 filmy pochodzące z 14 różnych krajów.
Jury pod przewodnictwem austriackiej aktorki Senty Berger przyznało nagrodę główną festiwalu, Złotego Niedźwiedzia, radzieckiemu filmowi Wniebowstąpienie w reżyserii Łarisy Szepitko. Drugą nagrodę w konkursie głównym, Srebrnego Niedźwiedzia – Nagrodę Specjalną Jury, przyznano francuskiemu filmowi Prawdopodobnie diabeł w reżyserii Roberta Bressona.
Na festiwalu zaprezentowano pierwszą część retrospektywy twórczości niemieckiej gwiazdy Marleny Dietrich.

## Członkowie jury

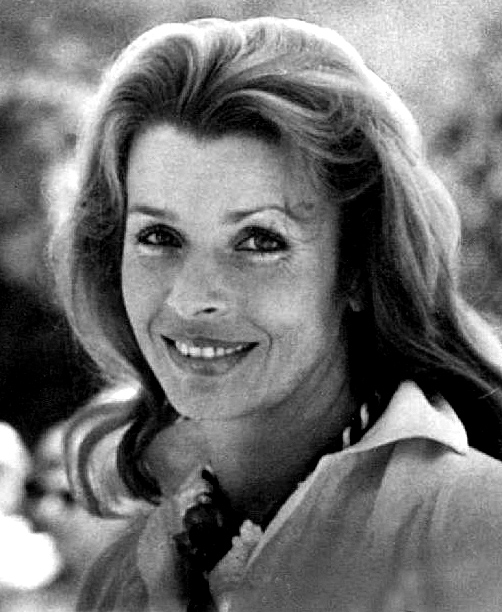
Przewodnicząca jury konkursu głównego Senta Berger.

### Konkurs główny
- Senta Berger, austriacka aktorka – przewodnicząca jury[2]
- Ellen Burstyn, amerykańska aktorka
- Rainer Werner Fassbinder, niemiecki reżyser
- Andriej Konczałowski, rosyjski reżyser
- Derek Malcolm, brytyjski krytyk filmowy
- Basilio Martín Patino, hiszpański reżyser
- Ousmane Sembène, senegalski reżyser
- Humberto Solas, kubański reżyser
- Hélène Vager, francuska producentka filmowa

## Selekcja oficjalna

### Konkurs główny
Następujące filmy zostały wyselekcjonowane do udziału w konkursie głównym o Złotego Niedźwiedzia i Srebrne Niedźwiedzie:
| Tytuł polski                    | Tytuł oryginalny                             | Reżyseria                 | Kraj produkcji    |
| ------------------------------- | -------------------------------------------- | ------------------------- | ----------------- |
| Murarze                         | Los albañiles                                | Jorge Fons                | Meksyk            |
| Anachoreta                      | El anacoreta                                 | Juan Estelrich            | Hiszpania         |
| Między wersami                  | Between the Lines                            | Joan Micklin Silver       | Stany Zjednoczone |
| Czarny miot                     | Camada negra                                 | Manuel Gutiérrez Aragón   | Hiszpania         |
| Cyklopi                         | Циклопът Cyklopat                            | Christo Christow          | Bułgaria          |
| Dzień mej miłości               | Den pro mou lásku                            | Juraj Herz                | Czechosłowacja    |
| Prawdopodobnie diabeł           | Le diable probablement                       | Robert Bresson            | Francja           |
| Przyjęcie u Dona                | Don’s Party                                  | Bruce Beresford           | Australia         |
| Zdobycie cytadeli               | Die Eroberung der Zitadelle                  | Bernhard Wicki            | RFN               |
| Greta Minde                     | Grete Minde                                  | Heidi Genée               | RFN               |
| Wspomnienie z Herkulesfurdo     | Herkulesfürdöi emlék                         | Pál Sándor                | Węgry             |
| Mężczyzna, który kochał kobiety | L’homme qui aimait les femmes                | François Truffaut         | Francja           |
| Ostatni seans                   | The Late Show                                | Robert Benton             | Stany Zjednoczone |
| Mamo, ja żyję!                  | Mama, ich lebe                               | Konrad Wolf               | NRD               |
| Nickelodeon                     | Nickelodeon                                  | Peter Bogdanovich         | Stany Zjednoczone |
| Piąta pieczęć                   | Az ötödik pecsét                             | Zoltán Fábri              | Węgry             |
| Porci con le ali                | Porci con le ali                             | Paolo Pietrangeli         | Włochy            |
| Romans sentymentalny            | Сентиментальный роман Sientimientalnyj roman | Igor Maslennikow          | ZSRR              |
| Namiot cudów                    | Tenda dos Milagres                           | Nelson Pereira dos Santos | Brazylia          |
| Wdowieństwo Karoliny Zasler     | Vdovstvo Karoline Žašler                     | Matjaž Klopčič            | Jugosławia        |
| Wygnanie z raju                 | Die Vertreibung aus dem Paradies             | Niklaus Schilling         | RFN               |
| Wniebowstąpienie                | Восхождение Woschożdienije                   | Łarisa Szepitko           | ZSRR              |

### Pokazy pozakonkursowe
Następujące filmy zostały wyświetlone na festiwalu w ramach pokazów pozakonkursowych:
| Tytuł polski     | Tytuł oryginalny | Reżyseria             | Kraj produkcji |
| ---------------- | ---------------- | --------------------- | -------------- |
| Caudillo         | Caudillo         | Basilio Martín Patino | Hiszpania      |
| Per questa notte | Per questa notte | Carlo Di Carlo        | Włochy         |

## Laureaci nagród

### Konkurs główny
Złoty Niedźwiedź
- Wniebowstąpienie, reż. Łarisa Szepitko

Srebrny Niedźwiedź – Nagroda Specjalna Jury
- Prawdopodobnie diabeł, reż. Robert Bresson

Srebrny Niedźwiedź dla najlepszego reżysera
- Manuel Gutiérrez Aragón – Czarny miot

Srebrny Niedźwiedź dla najlepszej aktorki
- Lily Tomlin – Ostatni seans

Srebrny Niedźwiedź dla najlepszego aktora
- Fernando Fernán Gómez – Anachoreta

Srebrny Niedźwiedź
- Murarze, reż. Jorge Fons
- Wspomnienie z Herkulesfurdo, reż. Pál Sándor

### Konkurs filmów krótkometrażowych
Złoty Niedźwiedź dla najlepszego filmu krótkometrażowego
- Ortsfremd... wohnhaft vormals Mainzerlandstraße, reż. Hedda Rinneberg i Hans Sachs

Srebrny Niedźwiedź – Nagroda Jury dla filmu krótkometrażowego
- Feniks, reż. Petar Gligorowski
- Etuda o zkoušce, reż. Evald Schorm

### Pozostałe nagrody
Nagroda FIPRESCI
- Konkurs główny:  Wniebowstąpienie, reż. Łarisa Szepitko
- Forum Nowego Kina:  Wyperfumowany koszmar, reż. Kidlat Tahimik

Nagroda czytelników „Berliner Morgenpost”
- Między wersami, reż. Joan Micklin Silver